# جوان بودن (ترانه)
«جوان بودن» (به انگلیسی: To Be Young) ترانه‌ای از خواننده انگلستانی آن-ماری با همراهی خواننده/رپر آمریکایی دوجا کت است. این ترانه در ۱۷ ژوئیه ۲۰۲۰ به عنوان تک‌آهنگ منتشر شد.

## زمینه
آن-ماری در روزهای قبل از انتشار آهنگ شروع به شوخی بر روی رسانه‌های اجتماعی کرد؛ افشای متن ترانه «ما هممون داغونیم، اما من فکر می‌کنم این چیزیه که بهش میگن جوونی کردن»، و پس از این آثار هنری تک‌آهنگ را فاش کرد.

## تاریخ انتشار
| منطقه     | زمان          | قالب                   | ناشر         | م.    |
| --------- | ------------- | ---------------------- | ------------ | ----- |
| مختلف     | ۱۷ ژوئیه ۲۰۲۰ | دانلود دیجیتال استریم  | آسیلوم       | [ ۴ ] |
| Australia | ۱۷ ژوئیه ۲۰۲۰ | Contemporary hit radio | آسیلوم وارنر | [ ۵ ] |
| Russia    | ۲۹ ژوئیه ۲۰۲۰ | Contemporary hit radio | آسیلوم وارنر | [ ۶ ] |